# Mária Poloncová
Mária Poloncová (23. ledna 1900 Košťany nad Turcom – 13. července 1989) byla slovenská a československá politička a poválečná poslankyně Prozatímního Národního shromáždění za Demokratickou stranu, po únoru 1948 za Stranu slovenské obrody.

## Biografie
V letech 1945–1946 byla poslankyní Prozatímního Národního shromáždění za Demokratickou stranu, respektive za Zväz slovenských žien. V Národním shromáždění setrvala do parlamentních voleb v roce 1946. Na základě výsledků parlamentních voleb roku 1946 byla zvolena do Slovenské národní rady.